# The Big Bad Wolf
The Big Bad Wolf in Busch Gardens Williamsburg (Williamsburg, Virginia) war eine Stahlachterbahn vom Modell Suspended Coaster des Herstellers Arrow Dynamics, die am 15. Juni 1984 im damaligen Busch Gardens: The Old Country eröffnet wurde. Die Achterbahn war die erste dauerhaft funktionsfähige Ausführung einer Achterbahn vom Typ Suspended Coaster. Vorhergehende Anlagen wiesen erhebliche Konstruktionsmängel auf. Am 24. Juli 2009 gab Busch Gardens die Schließung der Bahn am 7. September 2009 bekannt.
Ursprünglich war geplant eine vergleichbare Achterbahn von der Schwarzkopf GmbH zu errichten. Aufgrund des eingeleiteten Konkurses der Firma und Problemen in der Testphase wurde der Auftrag aber abgebrochen. Die bereits gesetzten Fundamente für die von Werner Stengel entworfene Streckenführung der Bahn wurden von Arrow genutzt, die schon fertiggestellten Stützen wurden allerdings verschrottet. Es kamen, nicht wie von Stengel geplant, Züge mit zwei großen Gondeln für jeweils 14 Personen zum Einsatz. Der Arrow-Ingenieur Ron Toomer setzte, wie schon bei The Bat in Kings Island, auf Züge mit sieben Wagen für jeweils vier Personen (zwei Reihen à zwei Personen). Bei den drei Zügen wurden als Rückhaltesystem Schulterbügel benutzt.
Die 853,4 m lange Achterbahn war stark thematisiert und nutzte Terrainsprünge aus. Die Strecke führte durch einen „Schwarzwald“ genannten Wald vorbei an süddeutsch anmutenden Häusern und über verschiedene Wasserläufe. Während der Fahrt schwangen die einzelnen Wagen der Züge auf Grund der Zentripetalkraft stark zu Seite aus, so dass der Fahrgast das Gefühl hatte, er würde mit den Häusern kollidieren. Nach dem zweiten 31 m hohen Lifthill stürzte der Zug 24,4 m mit bis zu 77,2 km/h in die Tiefe auf eine langgezogene Steilkurve über den „Rhine River“ genannten See zu.
Zum Abriss der Bahn entschloss sich die Parkführung, trotz der großen Beliebtheit der Bahn, aufgrund der stark gestiegenen unwirtschaftlichen Unterhaltskosten. Heute befindet sich an der Stelle die Achterbahn Verbolten.